# Roberto Cartes
Roberto Rodrigo Cartes Contreras (ur. 6 września 1972 w Concepción) – chilijski piłkarz występujący najczęściej na pozycji pomocnika, zawodnik Loty Schwager. Posiada także obywatelstwo meksykańskie.

## Gole w reprezentacji
| #  | Data           | Miejsce              | Przeciwnik | Gol | Wynik | Zawody          |
| -- | -------------- | -------------------- | ---------- | --- | ----- | --------------- |
| 1. | 21 lutego 1999 | Fort Lauderdale, USA | USA        | 1–1 | 1–2   | Mecz towarzyski |